# Excorallana yamamuroae
Excorallana yamamuroae är en kräftdjursart som beskrevs av Nunomura 1988. Excorallana yamamuroae ingår i släktet Excorallana och familjen Corallanidae. Inga underarter finns listade i Catalogue of Life.